# 早苗町 (名古屋市)
早苗町（さなえちょう）は、愛知県名古屋市西区の地名。

## 歴史

### 町名の由来
旧字苗代に由来する。

### 沿革
- 1901年（明治34年）4月17日 - 名古屋市下名古屋の一部により、同市早苗町として成立[1]。
- 1908年（明治41年）4月1日 - 西区成立に伴い、同区早苗町となる[1]。
- 1977年（昭和52年）10月23日 - 一部が西区名駅二丁目に編入される[1]。
- 1978年（昭和53年）10月15日 - 西区名駅二丁目に全域が編入され消滅[1]。